# Puruoja
De Puruoja is een beek, die stroomt in de Zweedse  provincie Norrbottens län. Zij ontstaat via een aantal kleinere beken die samenstromen en steeds meer water vervoeren. De Puruoja als herkenbare beek is minstens 3 kilometer lang.